# تركي العسيري
تركي زايد العسيري مواطن سعودي اُعتقل إداريًا خارج نطاق القانون في معتقل غوانتانامو في كوبا.
رقم الاعتقال التسلسلي الخاص به كان 185، ولد في 8 مارس عام 1975 في تبوك بالسعودية.
أُدرج اسمه على قائمة المطلوبين لدى أمريكا في 3 فبراير 2009. حيث كان أمير تنظيم القاعدة في جزيرة العرب في محافظة لحج، قتل في اليمن يوم 7 نوفمبر 2014.

## خروجه من غوانتانامو
ذكرت بي بي سي نيوز أن عشرة من السعوديين المعتقلين في غوانتانامو عادوا إلى وطنهم يوم 9 نوفمبر 2007 بما فيهم تركي العسيري.

## اسمه على قائمة المطلوبين
في 3 فبراير 2009 نشرت الحكومة السعودية قائمة تتكون من 85 مطلوبًا لديها، وكان منهم تركي العسيري. كما كانت تضم هذه القائمة الواردة عشرة معتقلين سابقين في غوانتانامو، منهم نصف الذين تم إطلاق سراحهم في 9 نوفمبر 2007.

## وصلات خارجية
- تركي العسيري على موقع أرشيف الشارخ.
- الأبرياء وجنود المشاة: قصص 14 سعودي أفرج عنهم من غوانتانامو، أندي ورثينجتون.